# Drosophila immigrans (artundergrupp)
Drosophila immigrans är en artundergrupp inom släktet Drosophila, undersläktet Drosophila och artgruppen Drosophila immigrans. Artundergruppen består av 35 arter.

## Arter inom artgruppen
- Drosophila afoliolata
- Drosophila aplophallata
- Drosophila binocularis
- Drosophila burmae
- Drosophila cubicivittata
- Drosophila dwarahatensis
- Drosophila eprocessata
- Drosophila formosana
- Drosophila fustiformis
- Drosophila ichinosei
- Drosophila immigrans
- Drosophila kitagawai
- Drosophila minangkabau
- Drosophila monochaeta
- Drosophila neoimmigrans
- Drosophila neosignata
- Drosophila padangensis
- Drosophila paraimmigrans
- Drosophila parasignata
- Drosophila parviprocessata
- Drosophila purpurea
- Drosophila ruberrima
- Drosophila ruberrimoides
- Drosophila rubra
- Drosophila ruizi
- Drosophila salpina
- Drosophila serrulata
- Drosophila shwezayana
- Drosophila signata
- Drosophila subfasciata
- Drosophila sui
- Drosophila synpanishi
- Drosophila torquata
- Drosophila ustulata
- Drosophila vanderlindei